# Die Kinderklinik
Die Kinderklinik (in Österreich: Kinderärztin Angela; Originaltitel: Amico mio) ist eine italienisch-deutsche Fernsehserie, die 14 Episoden umfasst und in zwei Staffeln produziert wurde.

## Handlung
Im Mittelpunkt steht der Alltag der Ärzte und Pfleger eines Kinderkrankenhauses in Rom. Protagonist ist der engagierte Kinderarzt Dr. Paolo Magri, der sich im Verlauf der Serie in seine Kollegin Dr. Angela Mancinelli verliebt. Im Krankenhaus ist auch der kleine Spillo untergebracht, von dem man annimmt, er sei Waise und daher dringend eine Familie sucht. Spillo wird von Magri und Mancinelli als Adoptivsohn aufgenommen. Später taucht sein leiblicher Vater auf. Infolgedessen entbrennt ein Sorgerechtsstreit um den Jungen.
Im Mittelpunkt der Episoden stehen oft die Schicksale von sozial vernachlässigten Kindern. Auch werden kontrovers diskutierte Materien wie ein mutmaßlich an HIV infizierter Säugling nicht ausgespart.

## Hintergrundinformationen
Die erste Staffel der Serie wurde 1993 gedreht und bestand aus acht abendfüllenden Spielfilmen. Fünf Jahre später, 1998, entschlossen sich die Produzenten zu einer zweiten Staffel. Katharina Böhm, die in Staffel 1 in der Rolle der Angela Mancinelli zu sehen war, stand nicht mehr zur Verfügung und wurde durch Désirée Nosbusch ersetzt. Die zweite Staffel bestand aus sechs Episoden.
Die Fernsehserie basiert entfernt auf dem 1989 erschienen Erzählband Demonangeli von Vincenzo (Enzo) Martinelli, der Chefarzt am Kinderkrankenhaus Bambino Gesù in Rom war. Das Recht zur Verfilmung dieses Buches erwarb der Filmproduzent Cesare Iacolucci; infolgedessen kam es zu Rechtsstreitigkeiten, die zu Verzögerungen bei der Ausstrahlung der ersten Staffel im Jahr 1993 und bei der Produktion der zweiten Staffel im Jahr 1995 führten.

## Besetzung
| Rolle                            | Darsteller                      | Synchronsprecher   |
| -------------------------------- | ------------------------------- | ------------------ |
| Dr. Paolo Magri                  | Massimo Dapporto                | Dieter Memel       |
| Dr. Angela Mancinelli            | Katharina Böhm (Staffel 1)      | Katharina Böhm     |
| Dr. Angela Mancinelli            | Désirée Nosbusch (Staffel 2)    | Désirée Nosbusch   |
| Spillo                           | Adriano Pantaleo                | David Turba        |
| Serena Magri                     | Elisa Giani (Staffel 1)         | Kathrin Neusser    |
| Serena Magri                     | Marianna Cristofaro (Staffel 2) |                    |
| Schwester Platania               | Billie Zöckler                  | Billie Zöckler     |
| Assistenzarzt Beppe Vanni        | Pierfrancesco Favino            | Peter Reinhardt    |
| Krankenschwester Susanna Calabrò | Claudia Pandolfi (Staffel 1)    | Irina von Bentheim |
| Krankenschwester Susanna Calabrò | Karin Proia (Staffel 2)         | Irina von Bentheim |
| Dr. Bruno Montebovi              | Paolo Maria Scalondro           | Michael Tietz      |
| Pfleger Mimmo Sabatini           | Salvatore Marino                | Torsten Michaelis  |
| Dr. Federica Neri                | Antonella Fattori               | Ela Behrends       |
| Dr. Stefania Morriconi           | Inka Victoria Groetschel        |                    |
| Filippo Antoniazzi               | Ugo Pagliai                     | Jürgen Kluckert    |

Als Gastdarsteller wirkten unter anderem Erich Hallhuber, Jutta Speidel und Rüdiger Vogler mit. Die italienische Schauspielerin Cristiana Capotondi gab in dieser Serie ihr Debüt als Filmschauspielerin.

## Episodenführer

### Staffel 1
| Nr. (ges.) | Nr. (St.) | Deutscher Titel             | Originaltitel       | Erstausstrahlung Italien (Raidue) | Deutschsprachige Erstausstrahlung (ARD) | medizinische Themen              |
| ---------- | --------- | --------------------------- | ------------------- | --------------------------------- | --------------------------------------- | -------------------------------- |
| 1          | 1         | Keiner sieht meine Tränen   | Per troppo amore    | Di, 7. Dez. 1993                  | Sa, 1. Juli 1995                        | Bulimie; Aortenisthmusstenose    |
| 2          | 2         | Mama, ich will leben        | Fratelli            | Di, 14. Dez. 1993                 | Mi, 5. Juli 1995                        | Leukämie/Meningitis              |
| 3          | 3         | Ein Licht in dunkler Nacht  | Sotto shock         | Di, 21. Dez. 1993                 | Fr, 7. Juli 1995                        | Azidose/Drogenmissbrauch         |
| 4          | 4         | Bleib bei uns, Hellen       | Non te ne andare    | Di, 28. Dez. 1993                 | Mi, 12. Juli 1995                       | SHT/Koma; Diabetes               |
| 5          | 5         | Das Gesetz des Schweigens   | Il piccolo Cesare   | Di, 4. Jan. 1994                  | Fr, 14. Juli 1995                       | Schussverletzung; Hypovitaminose |
| 6          | 6         | Angst in ihren Augen        | Una profonda ferita | Di, 11. Jan. 1994                 | Sa, 15. Juli 1995                       | Kindesmisshandlung               |
| 7          | 7         | Alle Kinder brauchen Liebe  | Lieto evento        | Di, 18. Jan. 1994                 | Mi, 19. Juli 1995                       | Down-Syndrom                     |
| 8          | 8         | Glück ist mehr als ein Wort | Ritrovarsi          | Di, 25. Jan. 1994                 | Fr, 21. Juli 1995                       | Epilepsie; Wundinfektion         |

| Text des Abspannlieds (Musik von Nicola Piovani): | Deutsche Übersetzung: |
| Come le lucciole le stelle brillano sulla città, la sera splendono e mute aspettano il sole che νerrà sopra gli alberi, su strade e νicoli, come un miracolo scintillerà. Dietro le nuνole c’è sempre υn raggio che sfaνilla già. | Wie Glühwürmchen leuchten die Sterne über der Stadt, am Abend strahlen sie und erwarten stumm die Sonne, die kommen wird über die Bäume, in die Straßen und Gassen, wie ein Wunder wird sie funkeln. Hinter den Wolken gibt es immer einen Strahl, der schon leuchtet. |
| Come i giocattoli i sogni cullano l’oscurità, e insieme agli angeli nel buio giocano con i pensieri tuoi e le faνole che ci raccontano le storie di miseria e nobiltà. Dietro le nuvole c’è sempre un raggio che sfavilla già.    | Wie Spielzeug wiegen die Träume die Finsternis, und zusammen mit den Engeln spielen sie im Dunkeln mit deinen Gedanken und den Märchen, die uns Geschichten von Not und Edelmut erzählen. Hinter den Wolken gibt es immer einen Strahl, der schon leuchtet.            |

### Staffel 2
| Nr. (ges.) | Nr. (St.) | Deutscher Titel           | Originaltitel       | Erstausstrahlung Italien (Canale 5) | Deutschsprachige Erstausstrahlung (ARD) | medizinische Themen                                              |
| ---------- | --------- | ------------------------- | ------------------- | ----------------------------------- | --------------------------------------- | ---------------------------------------------------------------- |
| 9          | 1         | Ein Herz für Michele      | Vivrà ancora        | Do, 9. Apr. 1998                    | Fr, 2. Juli 1999                        | Herztransplantation                                              |
| 10         | 2         | Liebe macht stark         | Casa... casa        | Do, 16. Apr. 1998                   | Fr, 9. Juli 1999                        | Wirbelsäulentumor; Überfürsorglichkeit                           |
| 11         | 3         | Das Herz eines Großvaters | Atto d'amore        | Do, 23. Apr. 1998                   | Fr, 16. Juli 1999                       | Schnittverletzung; Muskatallergie                                |
| 12         | 4         | Eine Mutter für mein Baby | Ricordi del passato | Di, 28. Apr. 1998                   | Fr, 23. Juli 1999                       | Aussetzung; Asthma                                               |
| 13         | 5         | Der kleine Zeuge          | Segreti             | Do, 30. Apr. 1998                   | Fr, 30. Juli 1999                       | Schussverletzung; Anämie                                         |
| 14         | 6         | Spiel mit dem Feuer       | Il sogno di Lavinia | Do, 7. Mai 1998                     | Fr, 6. Aug. 1999                        | Pyromanie/Hypothyreose; Migräne/Meningeom; Nierentransplantation |

## Trivia
Die Serie spielt im Hospital San Carlo di Nancy in Rom.